# Euphorbia perrieri
Euphorbia perrieri Drake, 1899 è una pianta della famiglia delle Euforbiacee, endemica del Madagascar.
L'epiteto specifico è un omaggio al botanico francese Henry Alfred Perrier de la Bâthie (1873–1958).

## Descrizione
È una pianta succulenta con fusto eretto, non ramificato, spinoso, alto sino a 1 m, del diametro di circa 3–5 cm. Le foglie, ellittiche, coriacee, disposte all'apice del fusto, sono lunghe circa 10 cm.

L'infiorescenza è un ciazio con brattee di colore giallo-verdastro, che formano un involucro a coppa attorno a un fiore femminile centrale, circondato da 5 fiori maschili.

## Distribuzione e habitat
L'areale di E. perrieri si estende nel Madagascar settentrionale (regione di Sambirano, massiccio del Manongarivo, Tsingy di Namoroka e Ankarafantsika).
I suoi habitat tipici sono la foresta decidua secca e i lembi di foresta xerofila tipici degli tsingy.

## Conservazione
La IUCN Red List classifica E. perrieri come specie vulnerabile.
Parte del suo areale ricade all'interno della Riserva naturale integrale Tsingy di Namoroka.
La specie è inserita nella Appendice II della Convention on International Trade of Endangered Species (CITES)